# 泰谢拉-迪弗雷塔斯
泰谢拉-迪弗雷塔斯是巴西巴伊亚州的一个市镇。总面积1153.791平方公里，总人口125430人，人口密度108.7人/平方公里。